# Мирон Илиев
Мирон (Мирче) Илиев е български иконописец от Възраждането, представител на Дебърската художествена школа.

## Биография
Роден е в голямото мияшко село Тресонче, Дебърско. Братята му Нестор Илиев и Велко Илиев също са зографи.
Заедно с Димитър Папрадишки и с иконописците от Тресонче Григор Петров и Аврам Дичов от Дебърската школа изписва църквата в Осоговския манастир.
Илиев работи с Аврам Дичов, Григор Петров и Петър Новев в 1885 година в „Свети Никола“ в Ранковце. Там оставят надписа „Рукою Амраама Дичовъ и Миронъ Илиевъ, и Григориа Петровъ зографъ Тресанчани, Дебрали. 1885 маиа 8.“
През 1886 година пристига, вече като обучен образописец, с най-големия си брат Нестор в Княжество България и се заселва в Оряхово, откъдето често ходи да работи във Влашко. Мирон Илиев работи най-активно във Влахия и развива най-широка дейност през 70-те до 90-те години на XIX век. През 1889 година изписва цялата църква „Свети Николай“ – стенописи и икони в село Крънджени. Връща се в Оряхово, но отново заминава за Влашко и заедно с Григор Пачаров работи в църквата „Свети Йоан Предтеча“ в корабийската махала Валя Сяка. През лятото на същата година се връща в Тресонче, но на есен работи в „Свети Николай“ в Куманка, Каракалско заедно с брат си Велко и калфата му Саве Попбожинов. Ктитор на украсата на църквата със 75 наполеона е Паун Чок и Мирон Илиев му прави портрет на стената. През пролетта на 1890 година Мирон Илиев се връща в Оряхово, откъдето с Григор Пачаров заминават за Македония. А Велко Илиев, Саве Попбожинов и Мелетий Божинов изрисуват църквата в село Катен. През есента Мирон и Григор се връщат и заедно с другите трима заминават за Влашко и изписват църквата „Свети Николай“ в село Вълчелe.
През 1892 година Мирон Илиев, Мелетий Божинов и Григор Пачаров рисуват църквата на село Пражба, Каракалско. След завръщането си рисуват в църквата „Света Петка“ на Селановци, Оряховско. В 1893 година работи в „Свети Георги“ в Луковит с помощниците си и Максим Ненов. Там изписват купола и поправят икони.
През есента на 1893 година тайфата на Мирон Илиев работи в „Света Троица“ Карлуково. Работят в „Света Троица“ в Мездрея (1893) и в „Свети Атанасий“ в Галатин, където иконите не са подписани. По-късно Мирон Илев работи в старата църква „Свети Георги“ в Оряхово, където преправя лозите, позлатява резбите и рисува стенописи.
През есента на 1894 година Мирон, Мелетий и Саве отиват в Червен бряг, а Велко и Григор след като завършват работата в църквата „Свети Спас“ в Бутан, се присъединяват към тях и рисуват икони и стенописи в Червен бряг. След това Мирон Илиев работи с тайфата си в Реселец и изрисува всички икони и стенописи в църквата „Свети Георги“. На следната 1895 година работят в „Успение Богородчно“ в Габаре и после се връщат у дома в Дебърско. На следната година отново са в Оряхово и работят икони за различни църкви. Около 1896 година заедно с брат си Велко Илиев прави иконописта и дърворезбите в църквата „Света Троица“ в Крушовица, Оряховско, построен в същата година.
В 1897 година работят в църквата „Света Троица“ на село Радиненец и обикалят из Плевенско.
На следната 1898 година Мирон Илиев, Велко Илиев, Григор Пачаров и Мелетий Божинов рисуват в църквата на Бреница „Възнесение Господне“ и в „Света Троица“ в Липен. В 1899 година работят в църквата на Криводол „Света Троица“, а на следната 1900 – в „Успение Богородично“ в Малорад. В 1902 година Мирон заедно със сина си Апостол Миронов рисува икони в Слатина. Апостол Миронов по-късно става свещеник и е убит в 1913 година.
Мирон Илиев умира в 1914 година в Лом.